# 매미꽃
매미꽃은 미나리아재비목 양귀비과에 속하는 여러해살이풀이다.

## 분포
한국 고유종이며, 지리산 이남의 산지에서 자란다.

## 분류
속씨식물 속인 Coreanomecon과 그 종 Coreanomecon hylomeconoides는 1935년 나카이 다케노신(Takenoshin Nakai)에 의해 처음 기술되었다. 이 종은 애기똥풀속(Chelidonium)과 피나물속(Hylomecon)속에 포함되기도 했으나, 형태학적 및 분자 계통학적 증거에 따르면 이들 속과 관련이 있긴 하지만 별개의 계통을 형성하는 것으로 나타났다.

## 생태

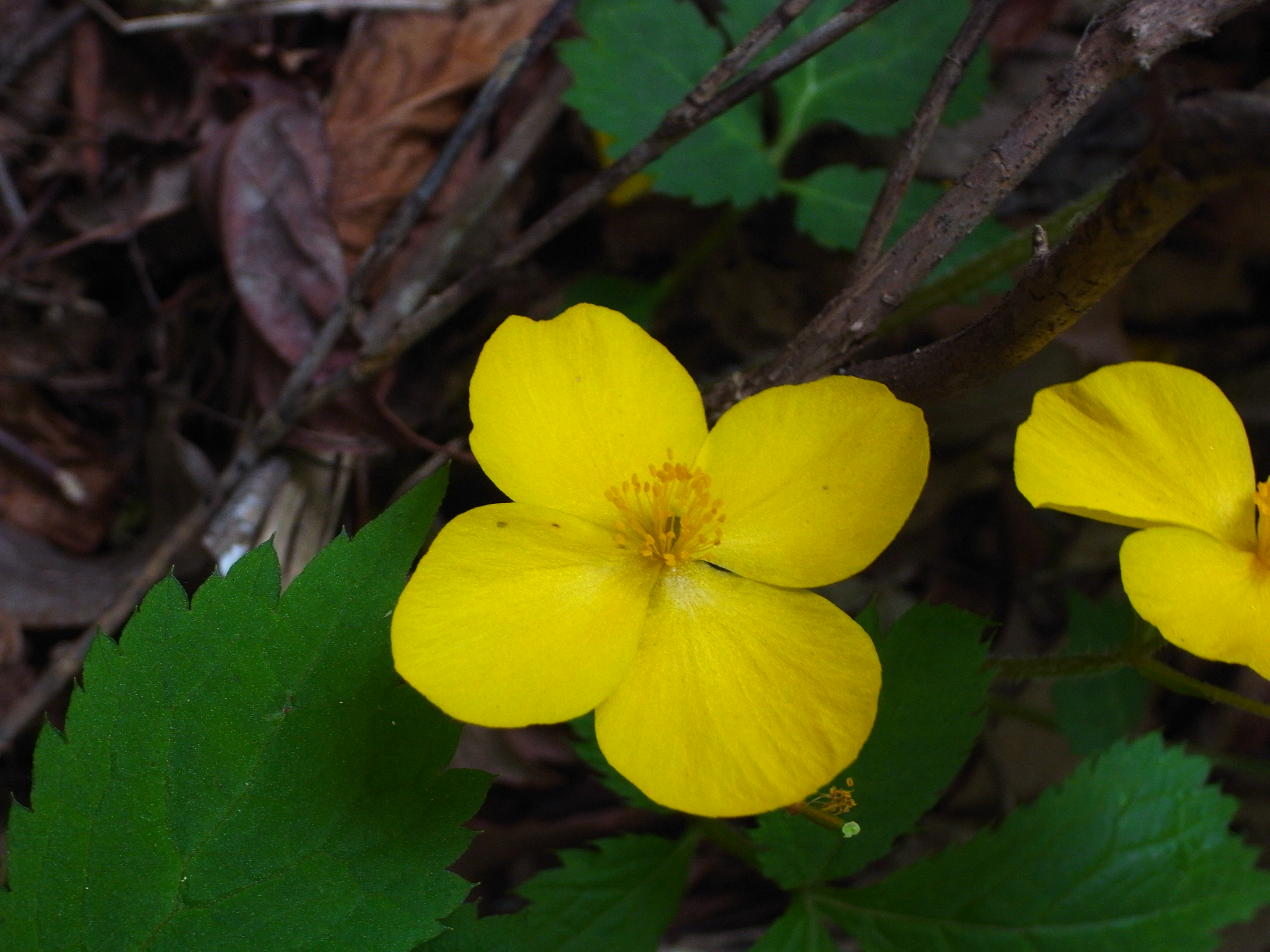
꽃
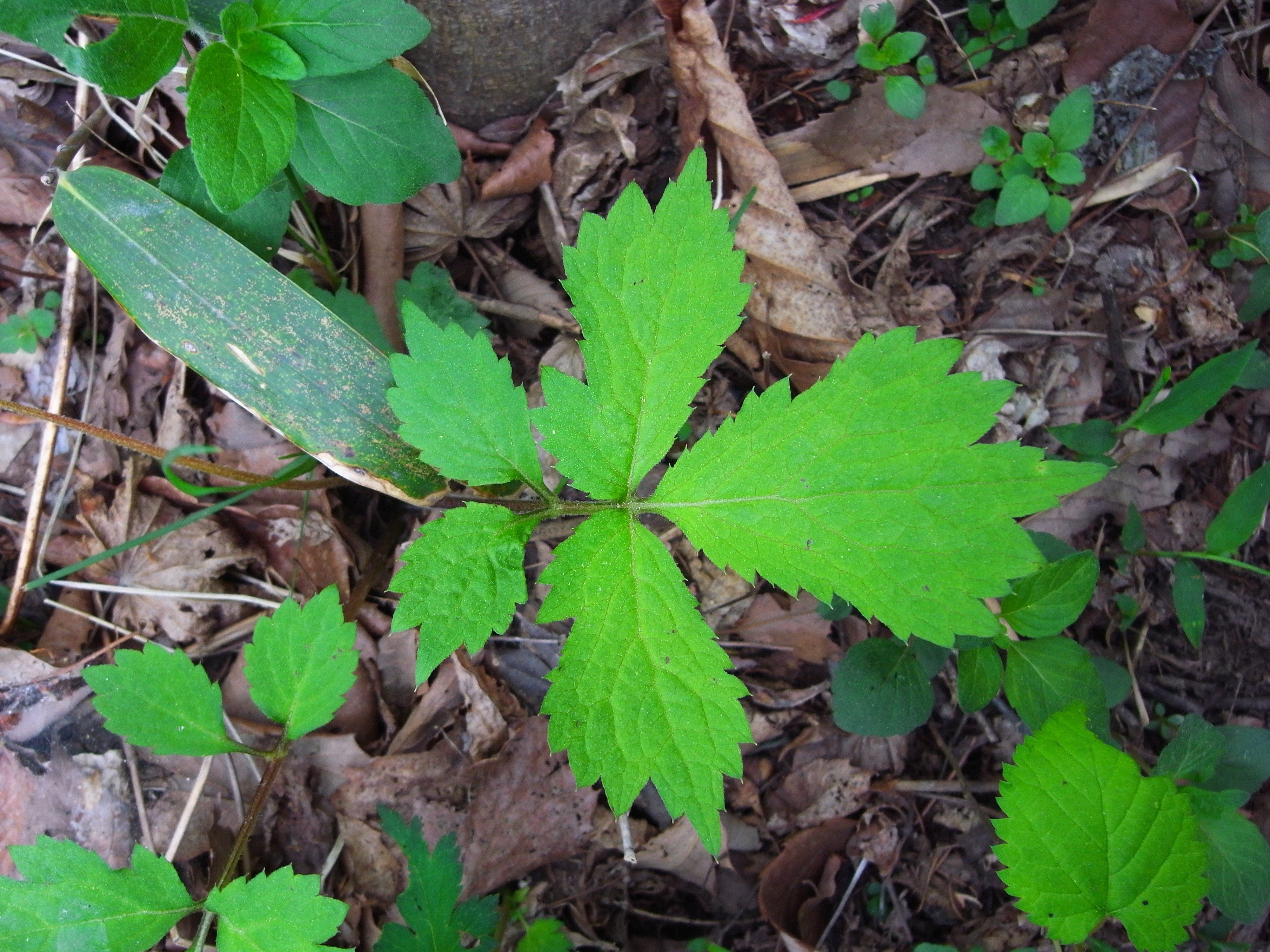
잎차례

높이는 20~40센티미터 정도이다. 뿌리에서 나는 잎은 잎자루가 길며 1회 깃꼴 겹잎이다.  소엽은 3~7개가 달리고 그 잎에도 잎자루가 있고 타원형, 난형 또는 도란형으로서 끝이 길게 뾰족해지며 가장자리에 날카로운 톱니가 있다. 잎자루와 잎에 잔털이 난다. 자르거나 끊으면 빨간 유액이 나온다. 꽃은 6~7월에 피며 노란색이고 잎자루보다 긴 꽃자루 끝에 1~10개의 꽃이 위를 보며 달린다. 꽃받침잎은 2개이며 넓은 타원형으로 일찍 떨어지고 꽃잎은 동글동글한 난형이며 길이 1센티미터 정도이다. 수술은 많으며 꽃잎보다 짧고 암술은 1개이다. 열매는 길이 3센티미터 정도의 삭과로 끝에 긴 부리가 있고 잘록하며, 씨는 황갈색인데 둥글고 겉에 돌기가 있다.
피나물과 매우 비슷하게 생겼는데, 피나물의 꽃대는 잎겨드랑이에 달리고, 매미꽃의 꽃대는 뿌리에서 나오는 점에서 구별할 수 있다.

## 화재 응용법
포기 나누기로 번식을 하며 6월 말경에 종자를 직파하거나 이듬해 봄에 물이끼를 깐 모판에 뿌리면 잘 발아한다. 부식질이 많고 보습성이 좋으며 반 그늘진 장소에 재배한다.